# Федерація паркуру України
Федерація паркуру України (ФПкУ) — всеукраїнська громадська організація, створена для розвитку та популяризації паркуру на території України. Відділення організації діють в обласних центрах України на чолі з центральним відділенням у місті Києві.
За 2010-й рік, використовуючи тільки власні зусилля членів ФПкУ, організацією було створено та проведено:
- Найбільший міжнародний некомерційний Пакрур-фестиваль 2010 року в Україні «Kharkov Urban Fest — 2010».
- Система атестації, яка дозволяє перевірити рівень вмінь трейсерів для мінімізування ризику травматизму при їх участі в заходах ФПкУ.
- В рамках проекту «Паркур в школи» було проведено ряд показових виступів, майстер-класів та лекцій з паркуру, де учням інтернатів та шкіл були презентовані альтернативу використання вільного часу заняттям паркуром.
- Низка ігор («Проект Паркур Ігри»), які були спеціально розроблені та адаптовані, для активної та спортивної молоді, де гравці могли проявити навички володіння своїм тілом в динамічних умовах на багаторівневих територіях з перешкодами. (Манки Бол).
- Конференції з питань пов'язаних з паркуром, де досліджувалися питання самої дисципліни, напрямків її розвитку та обмін досвідом серед трейсерів України та близького заходу.
- Система акредитації тренерів, за якою охочий навчати паркуру має пройти низку перевірок на його рівень знань необхідних для проведення тренувань: паркур, біомоторика, фізіологія, перша медична допомога та інше
- Офіційний сайт — fpku.net.ua